# Gia tộc Hoàng gia Các Tiểu vương quốc Ả Rập Thống nhất
Các tiểu vương quốc Ả Rập thống nhất bao gồm bảy tiểu vương quốc và có sáu Hoàng gia. (Cả Sharjah và Ras Al Khaimah đều được cai trị bởi cùng một gia tộc).
- Gia tộc Al Nahyan (chi nhánh của Nhà Al Falahi) Hoàng gia cai trị Abu Dhabi.
- Gia tộc Al Maktoum (chi nhánh của Nhà Al Falasi) Hoàng gia cai trị Dubai.
- Gia tộc Al Qasimi (cũng đọc là Al Qassimi) Hoàng gia cai trị hai trong bảy tiểu vương quốc: Sharjah và Ras Al Khaimah.
- Gia tộc Al Nuaimi Hoàng gia cai trị Ajman.
- Gia tộc Al Mualla Hoàng gia cai trị Umm Al Quwain.
- Gia tộc Al Sharqi Hoàng gia cai trị Fujairah.

## Hoàng gia Al Nahyan — Abu Dhabi
- Sheikh Dhiyab bin Isa Al Nahyan (1761–1793)
- Sheikh Shakhbut bin Dhiyab Al Nahyan (1793–1816)
- Sheikh Muhammad bin Shakhbut Al Nahyan (1816–1818)
- Sheikh Tahnun bin Shakhbut Al Nahyan (1818–1833)
- Sheikh Khalifa bin Shakhbut Al Nahyan (1833–1845)
- Sheikh Saeed bin Tahnun Al Nahyan (1845–1855)
- Sheikh Zayed bin Khalifa Al Nahyan (1855–1909)
- Sheikh Tahnun bin Zayed Al Nahyan (1909–1912)
- Sheikh Hamdan bin Zayed Al Nahyan (1912–1922)
- Sheikh Sultan bin Zayed Al Nahyan (1922–1926)
- Sheikh Saqr bin Zayed Al Nahyan (1926–1928)
- Sheikh Shakhbut bin Sultan Al Nahyan (1928–1966)
- Sheikh Zayed bin Sultan Al Nahyan (1966–2004), người sáng lập UAE
- Emir Sheikh Khalifa bin Zayed Al Nahyan (2004–present), Tổng thống UAE và cai trị Abu Dhabi.
- Thái tử Sheikh Mohammad bin Zayed Al Nahyan — Thái tử Abu Dhabi và Tư lệnh Tối cao Lực lượng vũ trang UAE.
- Sheikh Sultan bin Zayed bin Sultan Al Nahyan — Phó Thủ tướng.
- Sheikh Hamdan bin Zayed bin Sultan Al Nahyan — Đại diện Tiểu quốc tại khu vực phía Tây Abu Dhabi.
- Sheikh Nahyan bin Mubarak Al Nahyan — Bộ trưởng Bộ giáo dục cao học và nghiên cứu khoa học.
- Sheikh Abdullah Bin Zayed Al Nahyan — Bộ trưởng Bộ Ngoại giao.
- Sheikh Mansour bin Zayed Al Nahyan — Bộ trưởng Bộ các vấn đề Tổng thống.

## Hoàng gia Al Maktoum — Dubai
- Cựu Sheikh Rashid bin Saeed Al Maktoum - cựu cai trị Dubai
- Emir Sheikh Mohammed bin Rashid Al Maktoum — Phó Tổng thống và Thủ tướng UAE; cai trị Dubai.
- Thái tử Sheikh Hamdan bin Mohammed bin Rashid Al Maktoum - aka Fazza
- Phó cai trị Sheikh Hamdan bin Rashid Al Maktoum - Bộ trưởng Bộ Tài chính UAE
- Phó cai trị Sheikh Maktoum bin Mohammed bin Rashid Al Maktoum
- Chủ tịch hãng hàng không Emirates Sheikh Ahmed bin Saeed Al Maktoum.

## Hoàng gia Al Qasimi — Sharjah
- Sheikh Khalid bin Sultan Al Qasimi (1866 – 14/4/1868)
- Sheikh Salim bin Sultan Al Qasimi (14/4/1868 – 3/1883)
- Sheikh Ibrahim bin Sultan Al Qasimi (1869 – 1871)
- Sheikh Saqr bin Khalid Al Qasimi (3/1883 – 1914)
- Sheikh Khalid bin Ahmad Al Qasimi (13/4/1914 – 21/11/1924)
- Sheikh Sultan bin Saqr Al Qasimi II (21/11/1924 – 1951)
- Sheikh Mohammed bin Saqer Al Qasimi (1951 – 5/1951)
- Sheikh Saqr bin Sultan Al Qasimi (5/1951 – 24/6/1965) - cai trị lần thứ nhất
- Sheikh Khalid bin Mohammed Al Qasimi (24/6/1965 – 24/1/1972)
- Sheikh Saqr bin Sultan Al Qasimi (25/1/1972 – 1972) - cai trị lần thứ 2
- Sheikh Sultan bin Muhammad Al Qasimi (1972 – 17/6/1987) - cai trị lần thứ nhất
- Sheikh Abdulaziz bin Mohammed Al Qasimi (17–23/6/1987)
- Sheikh Sultan bin Muhammad Al Qasimi (23/6/1987 – nay) - cai trị lần thứ 2
- Thái tử và Phó cai trị Sheikh Sultan bin Mohamed bin Sultan Al Qasimi — Thái tử và Phó cai trị Sharjah

## Hoàng gia Al Qasimi — Ras Al Khaimah
- Sheikh Ibrahim bin Sultan Al Qasimi (1866 – 5/1867)
- Sheikh Khalid bin Sultan Al Qasimi (5/1867 – 14/4/1868)
- Sheikh Salim bin Sultan Al Qasimi (14/4/1868 – 1869)
- Sheikh Humaid bin Abdullah Al Qasimi (1869 – 8/1900)
- Sheikh Khalid bin Ahmad Al Qasimi (1914–1921)
- Sheikh Sultan bin Salim Al Qasimi (19/7/1921 – 4/1948)
- Sheikh Saqr bin Mohammad Al Qassimi (2/1948 – 27/10/2010)
- Sheikh Saud bin Saqr Al Qasimi (27/10/2010 – nay)
- Sheikh Fahim bin Sultan Al Qasimi — cựu Tổng thư ký GCC và bộ trưởng

## Hoàng gia Al Nuaimi — Ajman
- Sheikh Rashid bin Humaid Al Nuaimi (1816–1838)
- Sheikh Humaid bin Rashid Al Nuaimi (1838–1841)
- Sheikh Abdelaziz bin Rashid Al Nuaimi (1841–1848)
- Sheikh Humaid bin Rashid Al Nuaimi (1848–1864)
- Sheikh Rashid bin Humaid Al Nuaimi II (1864–1891)
- Sheikh Humaid bin Rashid Al Nuaimi II (1891–1900)
- Sheikh Abdulaziz bin Humaid Al Nuaimi (1900–1910)
- Sheikh Humaid bin Abdulaziz Al Nuaimi (1910–1928)
- Sheikh Rashid bin Humaid Al Nuaimi III (1928–1981)
- Sheikh Humaid bin Rashid Al Nuaimi III (1981–nay)

## Hoàng gia Al Mualla — Umm Al Quwain
- Sheikh Rashid bin Majid Al Mualla (1768–1820)
- Sheikh Abdullah bin Rashid Al Mualla (1820–1853)
- Sheikh Ali bin Abdullah Al Mualla (1853–1873)
- Sheikh Ahmad bin Abdullah Al Mualla (1873–1904)
- Sheikh Rashid bin Ahmad Al Mualla (1904–1922)
- Sheikh Abdullah bin Rashid Al Mualla II (1922–1923)
- Sheikh Hamad bin Ibrahim Al Mualla (1923–1929)
- Sheikh Ahmad bin Rashid Al Mualla (1929–1981)
- Sheikh Rashid bin Ahmad Al Mualla II (1981–2009)
- Sheikh Saud bin Rashid Al Mualla (2009–nay)

## Hoàng gia Al Sharqi — Fujairah
- Sheikh Hamad bin Abdullah Al Sharqi
- Sheikh Saif bin Hamad Al Sharqi
- Sheikh Mohammed bin Hamad Al Sharqi
- Sheikh Hamad bin Mohammed Al Sharqi (1975–nay)
- Hoàng thân thừa kế Sheikh Mohammed bin Hamad bin Mohammed Al Sharqi — Thái tử Fujairah.